# Боса флейта
«Боса флейта» — поетична збірка українського письменника Петра Коробчука, вийшла друком 2011 року у видавництві «Твердиня»». До книжки ввійшли написані у різні роки поезії та переклади/переспіви з кримськотатарської, білоруської, російської мови та есперанто. Збірка «репрезентує авторське світовідчуття, світобачення та світорозуміння соціуму та політикуму на критичному, тим і непомірно цікавому, динамічному часовому зламі, що є також причиною і наслідком незворотної поступальної зміни століть, тисячоліть, цивілізацій».
За поетичні збірки «Боса флейта» (2011) та «Архівотека, або Книжечка для себе» (2012) Петро Коробчук був відзначений званням лауреата Волинської обласної літературно-мистецької премії ім. Агатангела Кримського (2013). За поетичну збірку «Боса флейта» автор номінувався на здобуття Національної премії України імені Т. Г. Шевченка 2013 року. 
Вірші зі збірки друкувалися у періодичних виданнях. 
В оформленні обкладинки використано картину Мікалоюса Чюрльоніса «Фуга». 

## Рецензії
- Іван Лучук. Самоідентифікація Петра Коробчука — Zaxid.net. — 2012 [Архівовано 24 Жовтня 2023 у Wayback Machine.]
- Олександр Клименко. Світи ілюзорні й реальні — Літературна Україна. — 2012 (№ 17) [Архівовано 28 Червня 2018 у Wayback Machine.]
- Іван Сіверко. Рух манівцями у незвідане — Українська літературна газета — 2012 [Архівовано 25 Січня 2021 у Wayback Machine.]